# 図師町
図師町（ずしまち）は、東京都町田市にある町名。「丁目」の設定のない単独町名である。郵便番号は194-0203。

## 地理
町田市の北部に位置する。
東は野津田町、南は山崎町と忠生、西と北西は下小山田町、北は小野路町と接している。
特に小野路町に跨る北部の丘陵地帯は「図師小野路歴史環境保全地域」に指定されており、全体として典型的なかつての多摩丘陵の景観を示している。

### 河川
- 鶴見川 - 北西から南東に流れる。

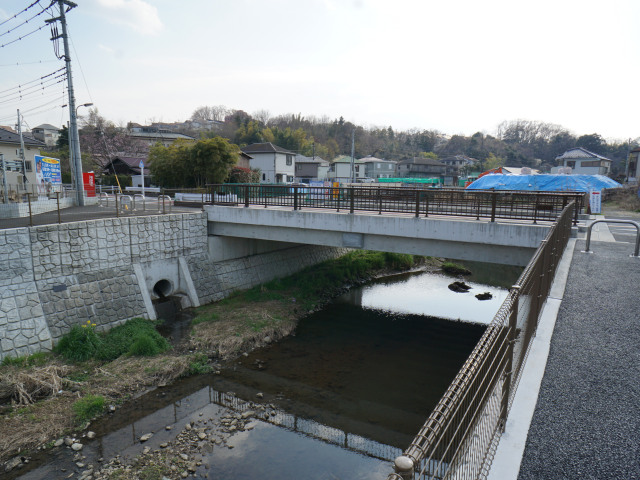
鶴見川（宮川橋）

- 結道川 - 北から南に流れ、並木橋付近で鶴見川と合流する。

### 地価
住宅地の地価は、2014年（平成26年）1月1日の公示地価によれば、図師町字八号1629番31の地点で10万1000円/m2となっている。

## 歴史
武蔵国多摩郡小山田庄小山田郷の後、多摩郡柚木領に属した。

### 地名の由来
承久年間（1219～1221）、時の領主の小山田二朗重義が半沢山にある「白山社」を修理しようとして、別当の大蔵院長栄に社にある地形を尋ねたところ、長栄は図を画き、重義がそれを誉め長栄を図師法印半沢坊と称し、領地の一部を社領として寄贈し「図師領」と称したと伝わる。

### 沿革
- 1590年（天正18年） - 徳川家康の領地になる。
- 1651年（慶安4年） - 今井八郎左門が代官になる。
- 1666年（寛文6年） - 坪井治右衛門が代官になる。
- 1693年（元禄6年） - 図師の北部の一部が江戸の湯島の霊雲寺の領地になる。
- 1697年（元禄10年） - 図師の北部の残りが旗本の平岡仁右衛門の知行地になる。
- 1698年（元禄11年） - 図師の南部が旗本の田中一郎右衛門の知行地になる。
- 1856年（安政3年） - 図師ヶ原が開拓され、幕府の直轄地になり、江川太郎左衛門が代官になる。
- 1866年（慶応4年、明治元年） - 武蔵知県事と韮山県の管轄になり、その後神奈川県に移管される。
- 1871年（明治4年） - 区制により第三〇区となる。
- 1873年（明治6年） - 区番組制により第八区五番組となる。
- 1874年（明治7年） - 大区小区制により第八大区四小区となる。
- 1884年（明治17年） - 連合戸長役場制により木曽村戸長役場の管轄となる。
- 1889年（明治22年） - 図師村、上小山田村、下小山田村、山崎村、木曽村、根岸村が合併し、南多摩郡忠生村大字上図師となる。
- 1893年（明治26年） - 南多摩郡、西多摩郡、北多摩郡が神奈川県から東京府に移管され、東京府南多摩郡忠生村大字図師となる。
- 1943年（昭和18年） - 東京都制により、東京都南多摩郡忠生村大字図師となる。
- 1958年（昭和33年） - 町田町、忠生村、鶴川村、堺村が対等合併し、市制施行。町田市図師町となる。

## 世帯数と人口
2018年（平成30年）1月1日現在の世帯数と人口は以下の通りである。
| 町丁   | 世帯数    | 人口    |
| ------ | --------- | ------- |
| 図師町 | 3,479世帯 | 8,417人 |

## 小・中学校の学区
市立小・中学校に通う場合、学区は以下の通りとなる。
| 番地 | 小学校             | 中学校             |
| ---- | ------------------ | ------------------ |
| 全域 | 町田市立図師小学校 | 町田市立忠生中学校 |

## 交通

### 路線バス
- 神奈川中央交通により、町田バスセンターから町田街道・芝溝街道を経由し、野津田車庫行き（町26系統・町39系統・町78系統）、小山田行き（町27系統）、多摩丘陵リハビリテーション病院行き（町31系統）、鶴川駅行き（町36系統）などが運行されている。特に町26系統は入出庫を兼ねた基幹系統でもあり、深夜バスも含めて頻繁に運行されている。
- また、淵野辺駅北口より、野津田車庫行き（淵23系統）、鶴川駅行き（鶴37系統）も町内を通過するが、本数は少ない。
- 京王バスにより、多摩センター駅から、日大三高行き（多43系統・多45系統）が運行されており、通学時間帯には急行便（多44系統）や臨時便も頻繁に運行される。また、神奈川中央交通も町田バスセンターおよび淵野辺駅北口より、日大三高行き（町16系統・淵25系統・淵67系統）を運行している。

### 主な道路

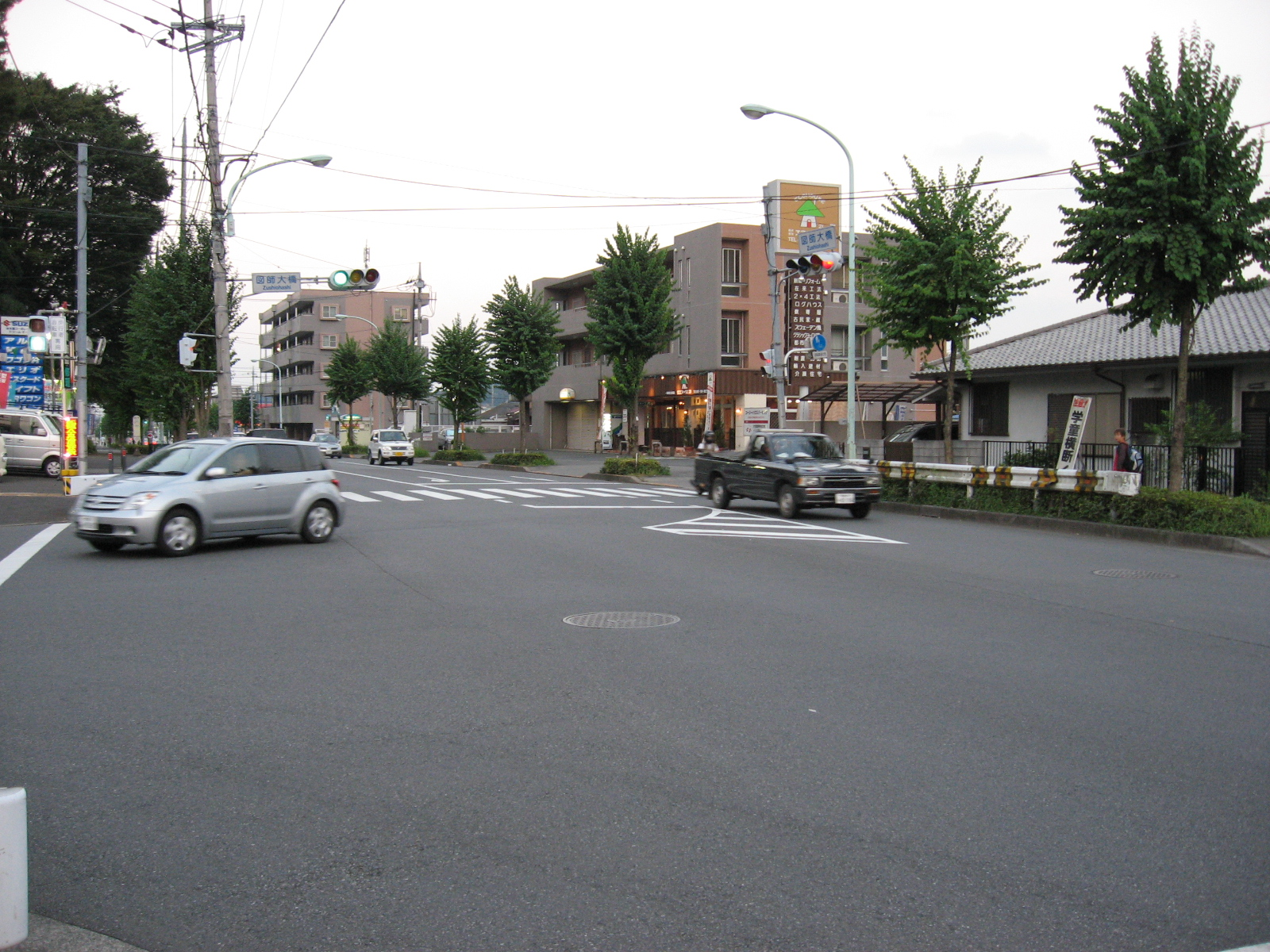
芝溝街道と都道155号が交差する図師大橋交差点

- 東京都道57号相模原大蔵町線（芝溝街道） - 南西から東に横切る。
- 東京都道155号町田平山八王子線 - 図師大橋交差点を起点とし、北西へ走る。
- 東京都道156号町田日野線 - 野津田町との町境にある並木交差点を起点とし、東隅を北へ走る。
- さくら通り - 桜美林学園付近を起点とし、日大三高付近まで結ぶ。沿道の大部分が桜並木となっている。
- 図師半沢通り - 2000年4月5日開通[9]。松下谷戸付近を起点とし、日本ろう話学校入口交差点まで結ぶ。

## 施設
教育
- 小学校
  - 町田市立図師小学校 - 2009年開校。町田市立忠生第一小学校（現：町田市立忠生小学校）の学区域から独立する形で設立。
- 中学校
  - 日本大学第三中学校
- 高等学校
  - 日本大学第三高等学校

商業
- 業務スーパーリカーキング町田図師店
- コメリ町田図師店

警察
- 町田警察署図師駐在所

公園・スポーツ施設
- 図師日影坂下公園
- 町田市立室内プール・町田桜の湯 - 町田市バイオエネルギーセンター（下小山田町）のごみ焼却余熱を利用した温水プール及び温浴施設。

寺院・神社
- 圓福寺 - 曹洞宗眞峰山
- 長慶寺
- 熊野神社